# Гемзув
Гемзув (пол. Giemzów) — село в Польщі, у гміні Бруйці Лодзький-Східного повіту Лодзинського воєводства.
Населення — 196 осіб (2011).

## Демографія
Демографічна структура станом на 31 березня 2011 року:
|          | Загалом | Допрацездатний вік | Працездатний вік | Постпрацездатний вік |
| -------- | ------- | ------------------ | ---------------- | -------------------- |
| Чоловіки | 106     | 18                 | 78               | 10                   |
| Жінки    | 90      | 13                 | 57               | 20                   |
| Разом    | 196     | 31                 | 135              | 30                   |